# كليوباترا (حي)
كليوباترا هي إحدى المناطق الراقية التابعة لـ حي شرق في مدينة الإسكندرية بمصر.، وتضم مناطق محطة ترام ( كليوباترا الحمامات ) ، محطة ترام (كليوباترا الصغرى )، محطة ترام (كليوباترا النصر )، كما يوجد بالمنطقة قسم شرطة سيدى جابر الكائن على طريق الحرية ( شارع أبو قير ). و شارع المشير أحمد إسماعيل و حي سيدي جابر و ميدان 15 مايو ومنطقة نادي سبورتينج. كما يوجد بالمنطقة سوق زنانيري الشهير، كما تشمل أجزاء من شارع بور سعيد، ويوجد بالمنطقة مركز للبريد والاتصالات ويقع قربها مستشفى القوات المسلحة في الإسكندرية كما يوجد بها عدد من الفنادق التي تتركز علي كورنيش الإسكندرية.